# Val-de-Comporté
Val-de-Comporté è un comune francese di 1.007 abitanti situato nel dipartimento della Vienne nella regione della Nuova Aquitania. È stato istituito il 1 gennaio 2024 dalla fusione dei precedenti comuni di Saint-Macoux e Saint-Saviol.